# Watské jazyky
Watské jazyky jsou podskupinou jazykové rodiny pama-nyunganských jazyků. Jazyky z této skupiny mluví domorodí obyvatelé Austrálie (Austrálci/Aboridžinci) v pouštní oblasti střední Austrálie. Je to nejrozšířenější podskupina pama-nyunganských jazyků.
Do této jazyky patří jazyk Západní pouště, což je skupina vzájemně srozumitelných dialektů a je to nejrozšířenější australský domorodý jazyk vůbec. Má okolo 7400 mluvčích. Dále sem patří jazyk wanman, který má už jen 3 mluvčí a dialekt antakarinya, který se někdy řadí k jazyku Západní pouště a někdy k wanmanu. Má asi 6 mluvčích. Lingvistka Claire Bowern sem řadí ještě jazyk ngardi, obvykle řazený mezi ngumbinské jazyky.